# Koinonya
Koinonya foi uma banda cristã brasileira, formada em 1988 na cidade de Goiânia, por Bené Gomes. O grupo teve cerca de vinte anos de carreira e com quinze discos gravados, é considerado um dos maiores grupos de música congregacional no cenário religioso brasileiro.
Koinonia significa "comunhão" em grego. O primeiro disco da banda foi Aliança, lançado em 1988. Na época, o grupo gravou vários discos em série, chamada Adoração. Além de Bené, autor da maioria das faixas, o grupo tinha integrantes que, mais tarde, alcançaram carreiras solo de sucesso no meio evangélico, como Alda Célia, Kleber Lucas e Ludmila Ferber. Ainda na década de 1990, membros como Kleber e Alda deixaram o grupo. Em 1996 a banda iniciou turnês internacionais, nesse ano indo para os Estados Unidos, onde mantém até hoje frequentes visitas. No ano de 2000, o grupo esteve primeira vez no Japão.
Na década de 2000, o grupo assinou com a gravadora MK Music e Bené Gomes seguiu a liderança com músicos convidados, gravando também com Asaph Borba, Nádia Santolli e Mariana Valadão. Entre questões contratuais, o músico decidiu seguir com a banda de forma independente. A banda encerrou suas atividades em 2008 e, no ano seguinte, Bené foi homenageado no Troféu Talento por várias composições de sua autoria gravados pelo Koinonya.

## História
O Koinonya nasceu na Comunidade Evangélica de Goiânia. Foi quando no final de 1984, ao participar de um retiro para líderes da sua igreja, as coisas começaram a tomar uma direção. No final de 1985, em outubro, Bené Gomes se envolveu em um acidente de carro na BR-153, onde quase perdeu a sua vida, dado a gravidade do acidente. Alguns dias depois fez sua primeira música que faria a diferença: "Quem Pode Livrar Como o Senhor?". Em 1990, Bené Gomes se transferiu para Brasília, como pastor da Comunidade Evangélica de Brasília, onde gravou em 1991 um Cd intitulado "Digno", com músicas suas e de músicos de Brasília. Tiveram participações especiais nesses CDs Asaph Borba, Alda Célia, e Ludmila Ferber. Em 1992, o Ministério Koinonya transferiu a sua base de Goiânia para Brasília, onde permaneceu até 2001.
O Koinonya teve o apoio e participações em gravações de adoradores como Gerson Ortega e o pioneiro Asaph Borba chegando até a gravar nos estúdios do grupo Life (Derramarei..., no outono de 1990).
Robson Rodovalho deu apoio ao Koinonya desde o princípio, pois ele era pastor na Comunidade Evangélica de Goiânia e na Comunidade Evangélica de Brasília. Atualmente, ele gesta a Comunidade Evangélica Sara Nossa Terra, da qual é fundador. O bispo Bené Gomes, pastor Márcio, pastora Alda Célia e pastor Kléber Lucas fazem parte deste ministério atualmente e congregam na filial da Barra da Tijuca, no Rio de Janeiro. A pastora Ludmila Ferber, apesar de ter congregado com o grupo em Goiânia e Brasília, fundou com o marido uma igreja no Rio de Janeiro, em Copacabana, chamada Igreja Celular Internacional.
O bispo Bené Gomes, Alda Célia, Kléber Lucas e o próprio Koinonya foram do casting da MK Publicitá. E Ludmila Ferber já foi da MK Publicitá, mas hoje grava pela Sony Music Gospel.
Nos últimos anos, nomes da nova geração gospel participaram dos discos do Koinonya, como Nádia Santolli.

## Influenciados
O Padre Marcelo Rossi regravou "Quem pode Livrar", "Meu Prazer" e "Como a Corsa".
Sarah Sheeva (filha de Baby do Brasil) e a Ludmila Ferber, ex-integrante da banda já regravaram "Já se Ouve". A cantora Aline Barros e Marcelo Aguiar regravaram "Ao Único". Kleber Lucas, também ex-membro do grupo regravou "Jeová é o teu cavaleiro" já em carreira solo. E "Ouve-se o júbilo" teve reinterpretação de Marcos Góes.

## Prêmio
O Koinonya foi o grupo homenageado, pelo conjunto da obra, na edição do Troféu Talento de 2009, promovido pela Rede Aleluia.

## Discografia
- 1988: Aliança
- 1989: Sara a Nossa Terra
- 1990: Derramarei...
- 1991: Eternamente
- 1992: Tempos de Visitação / Quebrando as Maldições
- 1992: Ao Criador dos Céus
- 1993: Filho do Homem
- 1995: Maravilhoso És
- 1996: Vem Espírito Santo!
- 1997: Celebrando a Vitória
- 1999: O Ano da Graça
- 2001: Unção de Avivamento
- 2002: Vinho Novo
- 2004: Intimidade com o Pai
- 2006: Brisa Suave
- 2008: Incendiando Corações

### Coletâneas
- 1994: O Melhor da Adoração
- 1995: O Melhor da Adoração 2
- 1997: O Melhor da Adoração 3

## Videografia
- 1997: Celebrando a Vitória